# Mike Solomon
Mike Solomon (eigentlich: Michael Solomon; * 29. September 1954) ist ein ehemaliger Sprinter und Mittelstreckenläufer aus Trinidad und Tobago.
Bei den Olympischen Spielen 1976 in Montreal erreichte er über 400 m das Halbfinale und kam in der 4-mal-400-Meter-Staffel mit der trinidadischen Mannschaft auf den sechsten Platz. 1978 wurde er bei den Commonwealth Games in Brisbane Vierter über 400 m, und bei den Olympischen Spielen 1980 in Moskau wurde er jeweils Sechster über 400 m und in der 4-mal-400-Meter-Staffel.
Bei den Leichtathletik-Weltmeisterschaften 1983 in Helsinki kam er über 800 m ins Halbfinale.

## Persönliche Bestzeiten
- 400 m: 45,55 s, 30. Juli 1980, Moskau
- 800 m: 1:46,17 min, 7. Juli 1982, Mailand (ehemaliger Landesrekord)